# Louise d'Aumont
Louise Félicité d'Aumont, principessa di Monaco, duchessa d'Aumont, de Mazarin et de la Meilleraye (Parigi, 22 ottobre 1759 – Parigi, 13 dicembre 1826), era l'unica figlia ed erede di Louis Marie d'Aumont, duc d'Aumont e (1732 - 17??) e di sua moglie, Louise Jeanne de Durfort, duchesse Mazarin et de La Meilleraye (Parigi, 1º settembre 1735 - Parigi, 17 marzo 1781).

## Biografia

### Inafanzia
Nacque a Parigi il 22 ottobre 1759. I suoi genitori erano Louis Marie d'Aumont, duc d'Aumont e (1732 - 17??) e di sua moglie, Louise Jeanne de Durfort.
Louise d'Aumont Mazarin era inoltre discendente diretta di Ortensia Mancini unica erede del Cardinale Mazzarino, e tramite questa figura Louise portò alla famiglia monegasca ducati come quello di Rethel, ed il principato di Château-Porcien.

### Primo matrimonio
Ella sposò il Principe Onorato IV di Monaco il 15 luglio 1773/1777 a Parigi. La coppia ebbe due figli maschi, i quali regnarono entrambi a turno sul trono monegasco: Onorato V e Florestano. A seguito della loro incarcerazione durante la Rivoluzione francese, il matrimonio tra Onorato IV e Louise d'Aumont Mazarin terminò con un divorzio nel 1793/1798. 

### Secondo matrimonio
Ella successivamente si risposò con René François Tirnand-d'Arcis il 6 febbraio 1801, ma anche questo matrimonio terminò con un divorzio, nel 1803.

### Morte
Lousie morì il 13 dicembre 1826 a Parigi.

## Galleria d'immagini

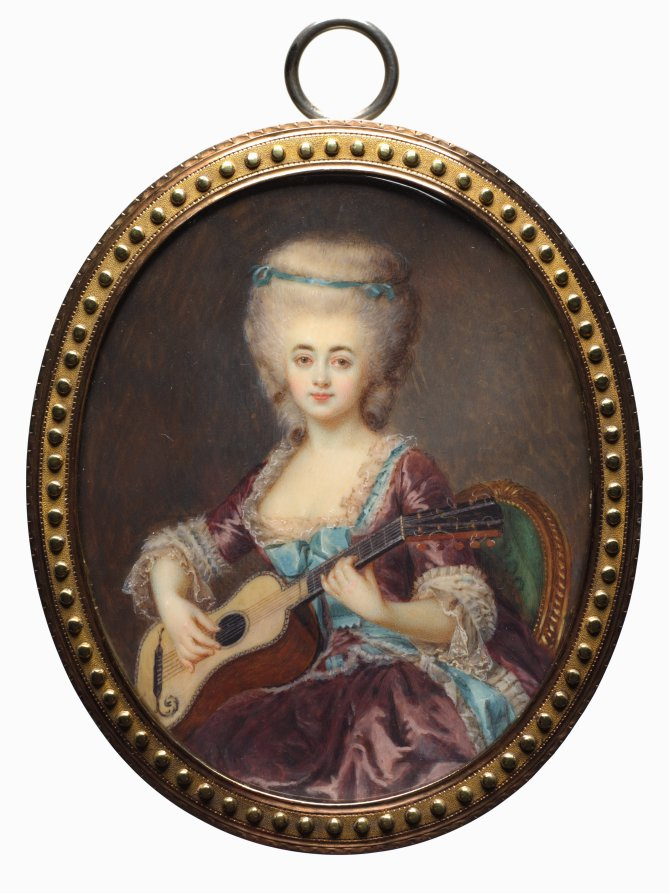
Louise, principessa ereditaria di Monaco ritratta da Antoine Vestier
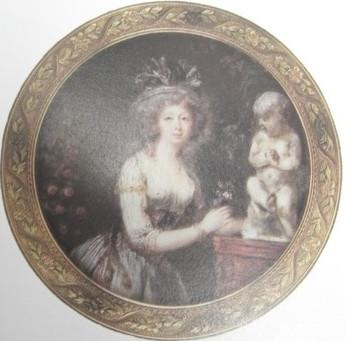
Louise in una miniatura
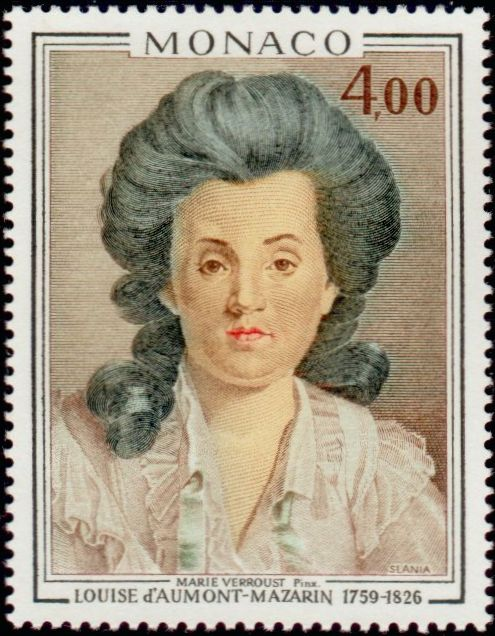
Louise d'Aumont in un francobollo

## Ascendenza
|                                           |                                     |                                                     | Genitori                                               |  |  | Nonni |  |  | Bisnonni                |  |  | Trisnonni          |  |
|                                           |                                     |                                                     |                                                        |  |  |       |  |  | 8. Louis-Marie d'Aumont |  |  | 16. Louis d'Aumont |  |
|                                           |                                     |                                                     |                                                        |  |  |       |  |  | 8. Louis-Marie d'Aumont |  |  | 16. Louis d'Aumont |  |
|                                           |                                     | 17. Olympe de Brouilly                              |                                                        |  |  |       |  |  | 8. Louis-Marie d'Aumont |  |  |                    |  |
| 4. Louis-Marie-Augustin d'Aumont          |                                     |                                                     |                                                        |  |  |       |  |  | 8. Louis-Marie d'Aumont |  |  |                    |  |
|                                           |                                     | 9. Catherine de Guiscard                            | 18. Louis de Guiscard                                  |  |  |       |  |  |                         |  |  |                    |  |
|                                           |                                     | 9. Catherine de Guiscard                            | 18. Louis de Guiscard                                  |  |  |       |  |  |                         |  |  |                    |  |
|                                           |                                     | 9. Catherine de Guiscard                            | 19. Angélique-Elisabeth de Langlée                     |  |  |       |  |  |                         |  |  |                    |  |
| 2. Louis Marie Guy d'Aumont de Rochebaron |                                     | 9. Catherine de Guiscard                            |                                                        |  |  |       |  |  |                         |  |  |                    |  |
|                                           |                                     | 10. Jean Baptiste de Durfort                        | 20. Jacques Henri de Durfort                           |  |  |       |  |  |                         |  |  |                    |  |
|                                           |                                     | 10. Jean Baptiste de Durfort                        | 20. Jacques Henri de Durfort                           |  |  |       |  |  |                         |  |  |                    |  |
|                                           |                                     | 10. Jean Baptiste de Durfort                        | 21. Marguerite-Félicie de Lévis-Ventadour              |  |  |       |  |  |                         |  |  |                    |  |
| 5. Victoire-Félicité de Durfort           |                                     | 10. Jean Baptiste de Durfort                        |                                                        |  |  |       |  |  |                         |  |  |                    |  |
|                                           |                                     | 11. Marie-Angélique-Victoire de Bournonville        | 22. Alexandre de Bournonville                          |  |  |       |  |  |                         |  |  |                    |  |
|                                           |                                     | 11. Marie-Angélique-Victoire de Bournonville        | 22. Alexandre de Bournonville                          |  |  |       |  |  |                         |  |  |                    |  |
|                                           |                                     | 11. Marie-Angélique-Victoire de Bournonville        | 23. Marie-Charlotte-Victoire d'Albert de Luynes        |  |  |       |  |  |                         |  |  |                    |  |
| 1. Louise-Félicité-Victoire d'Aumont      |                                     | 11. Marie-Angélique-Victoire de Bournonville        |                                                        |  |  |       |  |  |                         |  |  |                    |  |
|                                           | 12. Jean-Baptiste de Durfort (= 10) | 24. Jacques-Henri de Durfort (= 20)                 |                                                        |  |  |       |  |  |                         |  |  |                    |  |
|                                           | 12. Jean-Baptiste de Durfort (= 10) | 24. Jacques-Henri de Durfort (= 20)                 |                                                        |  |  |       |  |  |                         |  |  |                    |  |
|                                           | 12. Jean-Baptiste de Durfort (= 10) | 25. Marguerite-Félicie de Lévis-Ventadour (= 21)    |                                                        |  |  |       |  |  |                         |  |  |                    |  |
| 6. Emmanuel-Félicité de Durfort           | 12. Jean-Baptiste de Durfort (= 10) |                                                     |                                                        |  |  |       |  |  |                         |  |  |                    |  |
|                                           |                                     | 13. Marie-Angélique-Victoire de Bournonville (= 11) | 26. Alexandre de Bournonville (= 22)                   |  |  |       |  |  |                         |  |  |                    |  |
|                                           |                                     | 13. Marie-Angélique-Victoire de Bournonville (= 11) | 26. Alexandre de Bournonville (= 22)                   |  |  |       |  |  |                         |  |  |                    |  |
|                                           |                                     | 13. Marie-Angélique-Victoire de Bournonville (= 11) | 27. Marie-Charlotte-Victoire d'Albert de Luynes (= 23) |  |  |       |  |  |                         |  |  |                    |  |
| 3. Louise-Jeanne de Durfort               |                                     | 13. Marie-Angélique-Victoire de Bournonville (= 11) |                                                        |  |  |       |  |  |                         |  |  |                    |  |
|                                           |                                     | 14. Guy-Jules-Paul de La Porte                      | 28. Paul-Jules de La Porte                             |  |  |       |  |  |                         |  |  |                    |  |
|                                           |                                     | 14. Guy-Jules-Paul de La Porte                      | 28. Paul-Jules de La Porte                             |  |  |       |  |  |                         |  |  |                    |  |
|                                           |                                     | 14. Guy-Jules-Paul de La Porte                      | 29. Charlotte-Félice-Armande de Durfort                |  |  |       |  |  |                         |  |  |                    |  |
| 7. Charlotte-Antoinette de La Porte       |                                     | 14. Guy-Jules-Paul de La Porte                      |                                                        |  |  |       |  |  |                         |  |  |                    |  |
|                                           |                                     | 15. Louise-Françoise de Rohan                       | 30. Hercule Mériadec de Rohan-Soubise                  |  |  |       |  |  |                         |  |  |                    |  |
|                                           |                                     | 15. Louise-Françoise de Rohan                       | 30. Hercule Mériadec de Rohan-Soubise                  |  |  |       |  |  |                         |  |  |                    |  |
|                                           |                                     | 15. Louise-Françoise de Rohan                       | 31. Anne Geneviève de Lévis                            |  |  |       |  |  |                         |  |  |                    |  |
|                                           |                                     | 15. Louise-Françoise de Rohan                       |                                                        |  |  |       |  |  |                         |  |  |                    |  |